# フーヴァン県
フーヴァン県（フーヴァンけん、ベトナム語：Huyện Phú Vang / 縣富榮）は、ベトナム社会主義共和国のフエに存在する県。面積は278.24 km²、人口は182,141人（2018年）である。

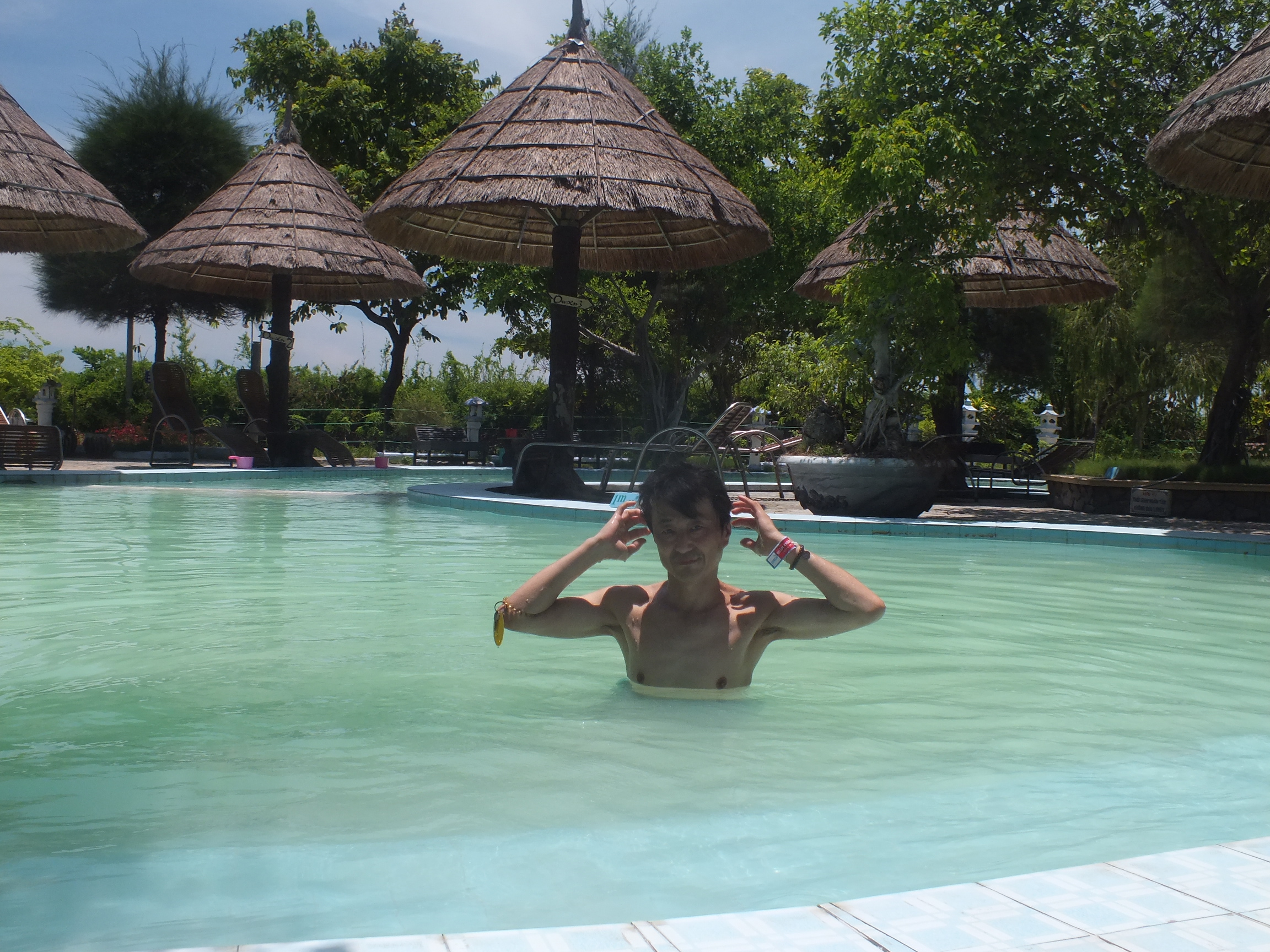
ミーアン温泉

## 行政区画
以下の2市鎮17社から構成される。
- フーダ市鎮（Phú Đa / 富多）
- トゥアンアン市鎮（Thuận An / 順安）
- フーアン社（Phú An / 富安）
- フージエン社（Phú Diên / 富延）
- フーズオン社（Phú Dương / 富楊）
- フーザー社（Phú Gia / 富嘉）
- フーハイ社（Phú Hải / 富海）
- フーホ社（Phú Hồ / 富湖）
- フールオン社（Phú Lương / 富良）
- フーマウ社（Phú Mậu / 富茂）
- フーミー社（Phú Mỹ / 富美）
- フータイン社（Phú Thanh / 富清）
- フートゥアン社（Phú Thuận / 富順）
- フートゥオン社（Phú Thượng / 富上）
- フースアン社（Phú Xuân / 富春）
- ヴィンアン社（Vinh An / 榮安）
- ヴィンハ社（Vinh Hà / 榮河）
- ヴィンタイン社（Vinh Thanh / 榮青）
- ヴィンスアン社（Vinh Xuân / 榮春）

## 観光
- ミーアン温泉